# 2013桃園縣地景廣場藝術節
2013桃園縣地景廣場藝術節是臺灣桃園縣政府於2013年10月26日至11月10日在桃園縣新屋鄉（今桃園市新屋區）舉辦的大型展覽活動。小鴨展區後湖塘展出作品為荷蘭概念藝術師弗洛伦泰因·霍夫曼所創作的巨型黃色小鴨藝術品，點點展區新屋陂則展出日本當代藝術家草間彌生（Kusama Yayoi）的創作「生命的足跡」15個作品，蓮花展區過嶺58號池展出韓國當代藝術家崔正化（Jeong-Hwa Choi）的「蓮花系列」。
2013年10月31日晚間八點零二分，花蓮縣發生規模6.3強震，震撼全台，黃色小鴨疑似地震引發充氣設備斷電而洩氣。11月1日上午進行充氣時，疑似瞬間風速過大，造成結構受損，小鴨氣爆躺在水面上。高雄市政府新聞局長賴瑞隆隨後表示，市府願意無償出借高雄的黃色小鴨給桃園縣政府展出。2013年11月2日清晨由高雄市政府出借的黃色小鴨在後湖塘旁的小鴨廣場成功充氣，活動單位也宣布當日上午9時黃色小鴨展區準時開放。
作者霍夫曼為此表示，同意在陸上進行「測試」，但「展示」仍應在水上，後來又因為設備故障被迫洩氣。又因為風力過強，無法再次充氣測試與下水展示。直到11月8日中午黃色小鴨因天候許可，重新在後湖塘展出，並且在11月10日下午三點歡送會後消氣，小鴨展區整個展期創下161萬參觀人次。桃園縣地景藝術節開展十六天來，總計吸引超過240萬人次參觀，帶來超過10億元的商機。

## 外部連結
- 2013桃園縣地景廣場藝術節（页面存档备份，存于）
- 桃園地景藝術節（页面存档备份，存于）